# Karen Villa
Karen Villa (Quito, Pichincha, Ecuador, 30 de mayo del 2004) es una futbolista ecuatoriana que juega como delantera, y su actual equipo es el Club Independiente del Valle de la Súperliga Femenina de Ecuador.

## Biografía
Karen comenzó jugando a los 5 años en ligas barriales de menores, su calidad y técnica innatas lograron llamar la atención de propios y extraños, hasta que en el año 2017 pudo ingresar al club ESPUCE, ese mismo año logró campeonar con la Selección de Pichincha bajo el mando de la DT Jeny Herrera, en 2018 marcó 2 goles en la final ante Liga de Quito. 
Después de que no pudo viajar con ESPUCE a la Copa Libertadores femenina, efectuada en Paraguay, fue llevada por María José Benítez al Club Deportivo El Nacional, allí se le presentó la oportunidad de jugar con la Sub-16 en el 2019 y participar en el torneo Evolución Conmebol.
Por su excelencia futbolística, Wendy Villón dio el visto bueno para que pueda formar parte del primer equipo, disputando esta edición de la Súperliga Femenina, logrando coronarse como campeona de la Súperliga Femenina en el año 2020, participó además en la Copa Libertadores Femenina 2020.
En el año 2021 fichó por Independiente del Valle, club en el cual tuvo una importante regularidad futbolística, sus referentes en el futbol masculino son Lionel Messi y Antonio Valencia, uno de los sueños de Karen es jugar en Estados Unidos.

## Trayectoria

### Espuce
En el año 2017 se inició en el futbol profesional en el club Espuce, permaneció allí durante 2 años.

### Club Deportivo El Nacional
En el 2019, gracias a la gestión de María José Benítez se enroló en el Club Deportivo El Nacional, participó en el Toreno Evolución Conmebol y en el año 2020 se coronó por primera vez campeona de la Superliga Femenina.

### Independiente del Valle
En el año 2021 fichó por el Club Independiente del Valle.

## Selección nacional
Ha sido internacional con la Selección femenina de fútbol de Ecuador en categorías juveniles.

## Clubes
| Club                       | País    | Año           | Part. | Goles |
| -------------------------- | ------- | ------------- | ----- | ----- |
| Club Deportivo El Nacional | Ecuador | 2019 - 2020   | 4     | 1     |
| Independiente del Valle    | Ecuador | 2021 - Actual | 15    | 3     |
| Total                      | Total   | Total         | 19    | 4     |

Actualizado al 16 de septiembre del 2021.

## Palmarés

### Títulos nacionales
| Título                                        | Club                       | País    | Año  |
| --------------------------------------------- | -------------------------- | ------- | ---- |
| Súperliga Ecuatoriana de Fútbol Femenino 2020 | Club Deportivo El Nacional | Ecuador | 2020 |